# Rapoltu Mare
Rapoltu Mare (veraltet Rapolt; deutsch Groß-Rapolden, ungarisch Nagyrápolt) ist eine Gemeinde im Kreis Hunedoara in der Region Siebenbürgen in Rumänien.
Rapoltu Mare ist auch unter der deutschen Bezeichnung Groß-Rapolten und den ungarischen Magyarrápolt und Rápolt bekannt.

## Geographische Lage

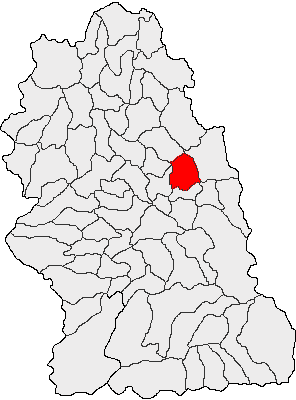
Lage der Gemeinde Rapoltu Mare im Kreis Hunedoara

Die Gemeinde Rapoltu Mare befindet sich am rechten Ufer des Mureș (Mieresch), südlich des Siebenbürgischen Erzgebirges. In der Mitte des Kreises, liegt die Gemeinde in der historischen Region des Komitats Hunyad (Eisenmarkt). Am Lazu-Bach und der Kreisstraße (drum județean) DJ 107A gelegen, befindet sich der Ort ca. 7 Kilometer nordöstlich der Kleinstadt Simeria (Fischdorf); die Kreishauptstadt Deva (Diemrich) liegt etwa 17 Kilometer westlich von Rapoltu Mare entfernt. Auf einer Fläche von etwa 8100 Hektar, befinden sich die vier eingemeindeten Dörfer 2–9 Kilometer vom Gemeindezentrum entfernt.
Etwa sieben Kilometer östlich von Rapoltu Mare, im eingemeindeten Dorf Folt (Foldt), führt eine Fähre über den Mieresch zum Dorf Pricaz.

## Geschichte
Der Ort Rapoltu Mare wurde erstmals 1346 urkundlich erwähnt. Auf Grund von Funden aus Jaspisschmuck am Berg Dobogo ist nach Angaben von M. Roska die Geschichte der Besiedlung der Region jedoch bis ins Neolithikum zurückzudatieren. Des Weiteren wurden nach Angaben von G. Téglás, A. Fodor und J. Musterberg-Öhler auf einer größeren Fläche in westlicher Richtung (Uroi, Goldendorf), Funde gemacht, welche auf eine Besiedlung in der Römerzeit deuten; am Berg Dobogo – östlich von Rapoltu Mare – wurde Keramik gefunden.
Etwa 43 % der Gemeindefläche werden landwirtschaftlich genutzt, 53 % sind bewaldet. Wegen der Thermalquellen auf dem Areal der Gemeinde ist der Bau eines kleinen Naherholungsgebiets geplant.

## Bevölkerung
Bei der Volkszählung 1850 lebten auf dem Gebiet der heutigen Gemeinde 3305 Menschen. 2858 davon waren Rumänen, 188 Ungarn, 16 Deutsche und 243 andere. Die höchste Einwohnerzahl (3540) wurde 1880 erreicht. Die höchste Anzahl der Rumänen (3191) wurde 1900, die der Ungarn (278) wurde 1910, die der Deutschen (50) 1890 und die der Roma (240) 1850 gezählt. Darüber hinaus bezeichneten sich 1966 drei, 1977 vier, 1992 zwei und 2002 ein Einwohner als Ukrainer. 2002 lebten in der Gemeinde Rapoltu Mare 2066 Menschen, davon waren 2011 Rumänen, 13 Ungarn, ein Deutscher, 40 Roma und ein Ukrainer.

## Sehenswürdigkeiten
- Die ungarische reformierte Saalkirche,[8] im 14. Jahrhundert errichtet, mit polygonalem Apsis und einem Netzgewölbe aus dem 16. Jahrhundert,[4] steht unter Denkmalschutz.[9] Der Turm und das Hauptportal der Kirche befinden sich auf deren Südseite. In der Kirche sind noch gotische Wandmalereien schwach zu erkennen. In der Mauer der Kirche ist ein römischer Löwe eingemauert.
- Die rumänisch griechisch-katholische Kirche.
- Die rumänisch-orthodoxe Kirche, wurde 1931 errichtet.
- Die Villa Daniel und das gesamte zugehörige Anwesen (Kapelle, Mühle, Keller, Ringmauern), im 18. Jahrhundert errichtet, stehen unter Denkmalschutz.[9]
- Ein ca. 12,5 Hektar große Naturschutzgebiet mit Kalktuff und Travertinbildung verläuft etwa zweieinhalb Kilometer entlang des Bobâlna-Baches (⊙).[10]
- Das La Feredee-Thermalbad (⊙)[11] auf dem Areal des eingemeindeten Dorfes Bobâlna (Baboln).

## Städtepartnerschaft
- Agneaux, Frankreich seit 1993[12]